# Petalita
Petalita (do grego πέταλον, pétalon, literalmente "folha"), também conhecida como castorita, é um mineral filossilicato de lítio e alumínio, cuja fórmula é LiAlSi4O10, importante para a obtenção de lítio; cristaliza no sistema monoclínico. É classificada tradicionalmente como um membro do grupo dos feldspatóides. Entretanto, sua composição química é saturada em sílica, nesse sentido, se encaixa na categoria dos silicatos.
A petalita apresenta uma estrutura de LiO 4,9%, Al2O3 16,7%, SiO2 78,4%, sendo um esqueleto de tetraedros de AlO4 e SiO4 onde o Si4O10 tem as camadas agrupadas pelos tetraedros de AlO4, onde se tem uma coordenação tetaedrica do Li com O.
Apresenta uma clivagem de {001} (perfeita), é quebradiça, com uma coloração incolor, branca, cinza. Quando maciça é cinza, avermelhada e esverdeada. Possui hábito achatado, por possuir uma clivagem e densidade mais baixa pode ser diferenciada da espodúmena. 

## Descoberta e ocorrência
Foi descoberta em 1800, pelo naturalista e estadista brasileiro José Bonifácio de Andrada e Silva, na ilha de Utö, Haninge, Estocolmo, Suécia. Seu nome é derivado do grego pétalon, que significa folha (clivagem perfeita). Em Portugal, foi descoberta por Fernando de Noronha, professor catedrático da Faculdade de Ciências da Universidade de Porto, na aldeia de Germil, Ponte da Barca.
Depósitos econômicos desse mineral podem ser encontrados próximos a Kalgoorlie, Austrália Ocidental; Araçuaí, em Minas Gerais, Brasil; Karibib, na Namíbia; Manitoba, no Canadá; e em Bikita, no Zimbábue.
Ocorrendo, geralmente, em pegmatitos, foi considerada por muito tempo um mineral raro, até ser identificada em grande quantidade na Suécia, no pegmatito Varustrak. 
Quando encontrada incolor, a petalita é usada como gema, porém pode ser encontrada incolor e facetável, com qualidade de gema. É rara, o que a torna ainda mais desejável para colecionadores, mais ainda se as pedras forem grandes e livres de inclusões. 
Incolor, cinza, amarelo ou cinza-amarelo, ocorre sob a forma de cristais tabulares ou massas colunares em pegmatitos litíferos, associada à espodúmena, lepidolite e turmalina.